# Mathis Sarragallet
Pas d'image ? Cliquez ici

a Compétitions nationales et continentales officielles uniquement.

b Matchs officiels uniquement.
Dernière mise à jour le 3 juillet 2025.
Mathis Sarragallet, né le 6 juillet 2000 à Voiron, est un joueur français de rugby à XV qui joue au poste de talonneur au FC Grenoble en Pro D2 depuis 2020.

## Biographie

### Jeunesse et formation
Mathis Sarragallet commence le rugby au SO Voiron, y évoluant de 2007 à 2015.
Mathis Sarragallet devient avec le FC Grenoble champion de France juniors Crabos en 2018 en s'imposant contre le castres olympique (20-13).

### Carrière professionnelle
En septembre 2020, à 20 ans il dispute son premier match en professionnel avec son club formateur.
Durant la saison 2022-2023, son club termine à la deuxième place de la phase régulière du championnat et se qualifie jusqu'en finale où il affronte Oyonnax. Pour ce match, il commence sur le banc des remplaçant avant d'entrer en jeu en seconde période mais le FC Grenoble s'incline sur le score de 14 à 3. Le FC Grenoble s'incline ensuite dans le barrage d'accession le 3 juin 2023 contre l'équipe de Top 14 de Perpignan où il commence sur le banc des remplaçant avant d'entrer en jeu en seconde période.
Durant la saison 2023-2024, le FCG est de nouveau finaliste de Pro D2 et affronte cette fois le RC Vannes.
Pour cette finale, il est remplaçant. Comme l'année précédente, les Grenoblois sont battus aux portes du Top 14, sur le score de 16 à 9. En barrage pour la montée en première division, le FCG fait face au Montpellier HR. Cependant, pour la deuxième année consécutive, son club rate la montée lors du barrage défait à trois minutes de la fin 18-20.
En 2024-2025, premier de la saison régulière avec son club du FCG, il s'impose en demi-finale à domicile contre Provence Rugby (38-17), puis s'incline en finale face à l'US Montauban (19-24). Mathis Sarragallet et le FCG s'inclinent ensuite encore une fois de justesse (11-13) à trois minutes de la fin, dans le barrage d'accession le 14 juin 2025 contre Perpignan.
À la fin de la saison, Mathis Sarragallet est recruté par le Lyon OU.

## Palmarès
- Vainqueur du Championnat de France Crabos 2018[19]. avec le FC Grenoble
- Finaliste du Championnat de France de 2e division en 2023, 2024 et 2025 avec le FC Grenoble.